# Charles Stross
Charles Stross (* 18. října 1964, Leeds) je anglický spisovatel. Jeho práce sahají od science fiction přes horor až k fantasy.
Stross bývá někdy považován za příslušníka nové generace britských sci-fi autorů, kteří se specializují na tzv. „hard“ – tedy technologickou science-fiction a space operu. Mezi jeho současníky patří Alastair Reynolds, Ken MacLeod a Liz Williams. Krom jiných kyberpunkových a postkyberpunkových autorů jsou jeho zdroji inspirace Vernor Vinge, Neal Stephenson, William Gibson a Bruce Sterling.

## Životopis
Jak sám tvrdí, spisovatelem science-fiction se chtěl stát od svých šesti let. Svou kariéru začal v sedmdesátých a osmdesátých letech publikováním několika článků ke hrám na hrdiny v časopise White Dwarf.
Jeho první publikovaná povídka „The Boys“ vyšla v časopisu Interzone v roce 1987. První román Singularity Sky vydalo nakladatelství Ace Books v roce 2003 a byl nominován na cenu Hugo. Sbírka povídek Toast: And Other Rusted Futures vyšla v roce 2002 a roku 2005 získal cenu Hugo za román The Concrete Jungle. Román Accelerando vyhrál v roce 2006 cenu Locus za najepší román, byl finalistou ceny Johna W. Campbella a byl v užším výběru na cenu Hugo v kategorii nejlepší román. Román Glasshouse získal cenu Prométheus v roce 2007 a byl finalistou pro cenu Hugo. Jeho nejnovější román Missile Gap získal cenu Locus za rok 2007 v kategorii nejlepší román.
Kromě psaní science-fiction pracoval jako autor technických manuálů, novinář na volné noze, programátor a farmaceut. Vystudoval farmacii a informatiku.
V srpnu 2004 byl představen animovaný film Rogue Farm natočený na motivy jeho stejnojmenné povídky z roku 2003.

## Tvorba
- Archivy hrůz (2004)
- Rodinný podnik (2004)
- Accelerando (2005)
- Sjednocený klan (2006)
- Ztracená rodina (2008)
- Singularity (2009)
- Válka obchodníků (2010)
- Revoluční obchod (2012)